# Endocrinología de la reproducción
La endocrinología de la reproducción (embriogénesis) es la rama de la endocrinología que estudia la producción y la regulación hormonal que ocurren durante el desarrollo del embrión. Un grupo de hormonas, entre ellas la gonadotropina coriónica humana (hCG, por sus siglas en inglés) y la progesterona (P4), afectan al feto y a la madre simultáneamente.

## Embriogénesis
Tras la fertilización del óvulo, el embrión en desarrollo regula al alza la síntesis de gonadotropina coriónica humana (hCG), progesterona, estradiol, endorfinas y hormona liberadora de gonadotropina (GnRH, por sus siglas en inglés). En las primeras fases del desarrollo embrionario, la señalización paracrina/yuxtacrina de la hCG provoca la blastulación y la neurulación.
Un modelo in vitro de las primeras fases de la embriogénesis humana (células madre embrionarias humanas -Cmeh-, o hESC por sus siglas en inglés), ha demostrado que la hCG estimula la proliferación celular a través del receptor LH/hCG. La señalización de hCG regula al alza la expresión del transporte de colesterol por medio de la proteína reguladora de la esteroidogénesis aguda (StAR, por sus siglas en inglés), y la síntesis de progesterona en las Cmeh. La producción de progesterona estimula entonces la formación in vitro del cuerpo embrioide (similar a la blastulación) y de rosetas (similar a neurulación).
La progesterona estimula la diferenciación de las células madre embrionarias humanas (Cmeh) pluripotentes en células madre neurales. La supresión de la señalación de P4 tras la retirada de la progesterona, o el tratamiento con RU 486 (mifepristona), antagonista del receptor de la progesterona, inhibe la diferenciación de las colonias de Cmeh en cuerpos embrioides (blastulación) o en rosetas (neurulación). El RU 486, un fármaco que se suele utilizar para interrumpir el embarazo en sus primeras fases, actúa no solo para provocar el aborto del embrión, sino también para inhibir el desarrollo embrionario normal.

## Influencia de las hormonas maternas
Las hormonas asociadas al embarazo, como la hCG y los esteroides sexuales, regulan numerosos procesos biológicos en la madre, antes y durante el embarazo. El embrión provoca cambios biológicos tanto en el embrión como en la madre. El embrión aumenta el nivel de hCG, estimula el crecimiento celular y regula al alza la producción de P4 que impulsa el desarrollo. La hCG y la P4 generan cambios en la madre mediante la regulación al alza de hormonas específicas que actúan para provocar cambios endocrinológicos y biológicos en su cuerpo que posibilitan el éxito del embarazo.

### Mantenimiento del revestimiento del útero (endometrio)
En su etapa inicial, el embrión tiene de 1 a 2 semanas para producir la suficiente hCG para estabilizar el endometrio y permitir la implantación del blastocisto. El aumento drástico de la síntesis de la hCG por el trofoblasto y el cuerpo lúteo, induce tanto al blastocisto como al cuerpo lúteo a producir P4, crucial para el mantenimiento del endometrio.

### Adhesión e invasión del citotrofoblasto en el endometrio
La hCG secretada por las células citotrofoblásticas del blastocito controla la remodelación del tejido endometrial mediante la activación de las metaloproteinasas de la matriz (MPM), que controlan la matriz extracelular materna, y la inhibición de inhibidores tisulares de las metaloproteinasas (ITMP) de la matriz. La hCG interviene en la invasión y adhesión al endometrio. Los niveles bajos de hCG aumentan el riesgo de preeclampsia.

### Angiogénesis en el útero
La hCG y la progesterona favorecen la formación de nuevos vasos sanguíneos en el útero (angiogénesis), por el contrario los estrógenos inhiben el proceso. El equilibrio de las influencias de la progesterona y los estrógenos determina el estado de la angiogénesis en el útero al comienzo del embarazo.

### Supresión del sistema inmunitario materno
Los niveles altos de progesterona producidos por la placenta embrionaria regulan la proliferación de linfocitos en la interfase materno-fetal y suprimen la respuesta inmunitaria materna local contra el embrión en desarrollo.

### Supresión de la secreción de GnRH para evitar una mayor maduración folicular
La retroalimentación negativa de la progesterona inhibe la neurosecreción pulsátil de la hormona liberadora de gonadotropina (GnRH) del hipotálamo, la liberación de GnRH en el ciclo ovulatorio y el aumento de gonadotropina pituitaria, lo que en la práctica previene la maduración folicular.

### Preparación de los sistemas metabólicos maternos
La progesterona regula el metabolismo de los carbohidratos, las proteínas y los lípidos, lo que ocasiona los cambios fisiológicos asociados al embarazo. La combinación de hormonas característica del comienzo del embarazo estimula el crecimiento natural de los tejidos maternos y el aumento de peso. En la segunda mitad del embarazo, la progesterona y la prolactina preparan las glándulas mamarias para la lactancia.

### Preparación de las glándulas mamarias para la lactancia
Los estrógenos y la progesterona estimulan la proliferación de células epiteliales mamarias, lo que induce la formación de las estructuras de conductos galactóforos primarios y secundarios.
La progesterona induce a la formación de ramas laterales terciarias en las glándulas mamarias.
La prolactina media con su influencia, que se generen las estructuras lóbulo-alveolares, y estimula la lactogénesis.

### Inducción del sueño
Estudios realizados parecen indicar que la hCG provoca un aumento del sueño durante el embarazo. Los niveles de hCG están relacionados con los cambios en el patrón de sueño durante el embarazo, y la administración de hCG aumenta el sueño en ratas probablemente a través de la LHCGR neuronal.